# Nicrophorus americanus
Nicrophorus americanus är en skalbaggsart som beskrevs av Olivier 1790. Nicrophorus americanus ingår i släktet Nicrophorus och familjen asbaggar. IUCN kategoriserar arten globalt som akut hotad. Inga underarter finns listade i Catalogue of Life.